# Malaxis labrosa
Malaxis labrosa är en orkidéart som först beskrevs av Heinrich Gustav Reichenbach, och fick sitt nu gällande namn av Julián Baldomero Acuña Galé. Malaxis labrosa ingår i släktet knottblomstersläktet, och familjen orkidéer.
Artens utbredningsområde är Kuba. Inga underarter finns listade i Catalogue of Life.